# Ergasilus jiangxiensis
Ergasilus jiangxiensis is een eenoogkreeftjessoort uit de familie van de Ergasilidae. De wetenschappelijke naam van de soort is voor het eerst geldig gepubliceerd in 1998 door Liu.